# 田畑晴菜
田畑 晴菜 （たばた はるな、2002年5月27日 - ）は、大阪府出身の女子サッカー選手。スウェーデン・ダームアルスヴェンスカンのAIKフットボール所属。ポジションはディフェンダー。セレッソ大阪堺レディース（現セレッソ大阪ヤンマーレディース）9期生。
大阪学芸高等学校を卒業ののち大阪成蹊短期大学に進学。調理・製菓学科 調理コースを履修し、調理師免許を持っている。

## 来歴

### ユース
セレッソ大阪堺レディース・ガールズのセレクションに合格。U-16、U-19、U-20日本女子代表。
2018年、セレッソ大阪堺レディースに下部組織選手として登録。主にセンターバックで起用された。

### シニア
2021年、浜野まいかの移籍以降は、主にスリートップの一角として起用され、第17節の初得点から最終節の6試合で5得点を挙げた。
2023年1月20日、マイナビ仙台レディースへの完全移籍が発表された。仙台では2年目の皇后杯の5回戦、愛媛FCレディース戦で在籍初ゴールを挙げた。
2024年6月20日、海外挑戦のためマイナビ仙台レディースを退団。同年7月9日、ダームアルスヴェンスカン（スウェーデン1部）のAIKフットボールへの移籍が決まった。
同年8月24日のリーグ戦第16節のヴィットショーGIK戦で公式戦デビューを果たした。ポジションは加入当初は右サイドバックだったが、その後は主に右ウィングまたはボランチを務めることが多い。同年9月22日のリーグ戦第20節のIFブロマポイカルナ戦で、前半44分に加入後初ゴールを決めた。

### 代表
2022年、2022 FIFA U-20女子ワールドカップメンバーに選出。全試合先発出場を果たした。全試合でディフェンダー起用だった。チームは決勝戦でスペインに1-3で敗れ準優勝だった。
2023年9月開催のアジア競技大会のメンバー（B代表）に初選出され、グルーブステージ3試合を含む全6試合に出場した。決勝のDPR Korea戦では後半80分から途中出場するも、直後に相手選手にのしかかられ、右眼窩壁骨折（全治5週間）の重傷を負った。

## 個人成績

### クラブ
| クラブ                   | シーズン | リーグ                   | 背番号 | リーグ戦 | リーグ戦 | カップ戦 | カップ戦 | リーグ杯 | リーグ杯 | その他 | その他 | 合計 | 合計 |
| クラブ                   | シーズン | リーグ                   | 背番号 | 出場     | 得点     | 出場     | 得点     | 出場     | 得点     | 出場   | 得点   | 出場 | 得点 |
| ------------------------ | -------- | ------------------------ | ------ | -------- | -------- | -------- | -------- | -------- | -------- | ------ | ------ | ---- | ---- |
| セレッソ大阪堺レディース | 2018     | なでしこ1部              | 28     | 5        | 0        | 1        | 0        | 4        | 0        | —      | —      | 10   | 0    |
| セレッソ大阪堺レディース | 2019     | なでしこ2部              | 28     | 10       | 0        | 2        | 0        | 9        | 0        | —      | —      | 21   | 0    |
| セレッソ大阪堺レディース | 2020     | なでしこ1部              | 25     | 17       | 0        | 3        | 0        | —        | —        | —      | —      | 20   | 0    |
| セレッソ大阪堺レディース | 2021     | なでしこ1部              | 3      | 22       | 5        | 4        | 2        | —        | —        | —      | —      | 26   | 7    |
| セレッソ大阪堺レディース | 2022     | なでしこ1部              | 3      | 18       | 1        | 3        | 2        | —        | —        | —      | —      | 21   | 3    |
| セレッソ大阪堺レディース | 通算     | 通算                     | 通算   | 72       | 6        | 13       | 4        | 13       | 0        | 0      | 0      | 98   | 10   |
| マイナビ仙台レディース   | 2022-23  | WE                       | 27     | 8        | 0        | -        | -        | -        | -        | —      | —      | 8    | 0    |
| マイナビ仙台レディース   | 2023-24  | WE                       | 27     | 17       | 0        | 2        | 1        | 3        | 0        | —      | —      | 22   | 1    |
| マイナビ仙台レディース   | 通算     | 通算                     | 通算   | 25       | 0        | 2        | 1        | 3        | 0        | 0      | 0      | 30   | 1    |
| AIKフットボール          | 2024     | ダームアルスヴェンスカン | 5      | 11       | 2        | 1        | 1        | —        | —        | 2      | 1      | 14   | 4    |
| AIKフットボール          | 2025     | ダームアルスヴェンスカン | 5      |          |          | 3        | 0        | —        | —        |        |        | 3    | 0    |
| AIKフットボール          | 通算     | 通算                     | 通算   | 11       | 2        | 4        | 1        | 0        | 0        | 2      | 1      | 17   | 4    |
| 総通算                   | 総通算   | 総通算                   | 総通算 | 108      | 8        | 19       | 6        | 16       | 0        | 2      | 1      | 145  | 15   |

1. ↑  セレッソ大阪堺ガールズの出場記録は含まない。
2. 1 2  リーグ終了後に行われた2部3位チームとの入れ替えプレーオフの成績。

- 日本女子サッカーリーグ
  - 初出場 - 2018年9月24日 なでしこリーグ1部 第12節 アルビレックス新潟レディース戦 (新潟市陸上競技場)[11]
  - 初得点 - 2021年9月4日 なでしこリーグ1部 第17節 NGUラブリッジ名古屋戦 (ヤンマーフィールド長居)[11]

- WEリーグ
  - 初出場 - 2023年3月5日 第9節 INAC神戸レオネッサ戦 (ユアテックスタジアム仙台)[12]

- ダームアルスヴェンスカン
  - 初出場 - 2024年8月24日 第16節 ヴィットショーGIK（英語版）戦 (クイットホルムスIP（スウェーデン語版）)
  - 初得点 - 2024年9月22日 第20節 IFブロマポイカルナ（英語版）戦 (クイットホルムスIP)

## タイトル

### 代表
- U-20日本女子代表
  - 2022年 - 2022 FIFA U-20女子ワールドカップ（コスタリカ）

- 日本女子代表
  - 2023年 - 2022アジア競技大会（杭州）